# Jeff Pidgeon
Jeffrey "Jeff" Pidgeon (19 de março de 1965) é um roteirista americano, animador e dublador da Pixar.

## Vida pessoal
Jeff Pidgeon nasceu e foi criado em Vergennes, Vermont. Influenciado pela história em quadrinhos de Charles M. Schulz, Peanuts, ele sonhava em se tornar um cartunista de jornal. Ele estudou e se formou com um BFA, grau do California Institute of the Arts. Em 1991, ele começou a trabalhar para a Pixar Animation Studios, onde atualmente trabalha como escritor, animador e dublador. Ele atualmente mora no norte da Califórnia.

## Carreira
Ele trabalhou nos bastidores de filmes como FernGully: A Última Floresta Tropical, Toy Story, Vida de Inseto, Toy Story 2, Monstros, Inc. e WALL-E, assim como muitos programas de TV dos EUA. Ele também forneceu a voz do " Squeeze Toy Aliens " em todos os três filmes Toy Story e do curta Toy Story Toons, Hawaiian Vacation.
Ele é o designer de Hamton J. Pig em Tiny Toon Adventures.[carece de fontes?]

## Filmografia
Sua voz foi empregada em vários filmes dos estúdios Pixar:
- Toy Story 4 (2019) (voz), Green Aliens
- Kingdom Hearts III (2019) (voz), Green Aliens
- Disney Infinity: Marvel Super Heroes (2014) (VG) (voz), Green Aliens
- Disney Infinity (2013) (VG) (voz), Green Aliens
- Kinect: Disneyland Adventures (2011) (VG) (voz), Green Aliens
- Férias havaianas (2011) (voz), Green Aliens
- Toy Story 3: The Video Game (2010) (VG) (voz), Green Aliens
- Toy Story 3 (2010) (voz), Green Aliens
- Toy Story Mania! (2009) (VG) (voz), Green Aliens
- Tracy (2009), Justin Pooge
- WALL-E (2008) (voz), Vozes adicionais
- Toy Story Midway Mania! (2008) (voz), Green Aliens
- The Incredibles (2004) (voz), Vozes adicionais
- Disney's Extreme Skate Adventure (2003) (VG) (voz), Green Aliens
- Toy Story Racer (2001) (VG) (voz), Homenzinhos Verdes
- Buzz Lightyear do Comando Estelar: A Aventura Começa (2000) (voz), Green Aliens (o quarto de Andy)
- Toy Story 2 (1999) (voz), Green Aliens
- Toy Story Treats (1996) (voz), Green Aliens
- Livro de Histórias Animadas da Disney: Toy Story (1996) (VG) (voz), Green Aliens
- Toy Story (1995) (voz), Green Aliens / Mr. Spell / Robot